# 白いブランコ
「白いブランコ」（しろいブランコ）は、日本のフォークソングデュオユニットであるビリーバンバンが、1969年に発表した楽曲である。

## 解説
- 1969年1月15日発売。
- 本曲は1966年頃にミュージシャン・浜口庫之助が主宰していた「浜口庫之助ミュージック・カレッジ」の門下生であった菅原進が、その当時東京都渋谷区の代官山に在った浜口庫之助邸の庭先にあったブランコに座っている時に着想を得て作ったもので、菅原進にとって初めての作曲作品でもあった[1]。
- その当時、「浜口庫之助ミュージック・カレッジ」で作詩クラスの生徒として在籍していた小平なほみが、進の曲に詩をつけてくれた[1][2]。
- その当時、日本大学第二高等学校に在籍していた進が友人だった中野光雄（後のタレント・せんだみつお）らとビリー・バンバンという名前のバンドを組み、後にバンドが兄の菅原孝を入れた菅原兄弟と中野光雄の3人による編成となってからもライブでは「白いブランコ」を歌っていたと云う[1]。
- 本曲はまたニッポン放送のラジオ番組『バイタリス・フォーク・ビレッジ』でも“今月の歌”として紹介されたこともあり、静かな反響を呼んでいたとも云われる[1]。
- 本曲は発売後、15万枚を売るヒットになり、“兄弟フォークデュオ”というジャンルを開拓することにもなった[1]。

## 逸話
- 上記に掲げるように菅原兄弟と中野光雄（後のせんだみつお）のトリオで活動していたビリー・バンバンであったが、本曲でレコードデビューするに当たっては当時所属していたキングレコードの関係者から「トリオより兄弟コンビの方がいい」と云われたこともあり、中野が抜けることになったと云う[3]。
- 本曲のキングレコード版では菅原進が作ったバージョンから大幅にアレンジが改変され、また本来入っていた2番の歌詞がカットされるなど菅原兄弟には不満が残るレコーディングでの発売となった[3][4]。このため、ビリー・バンバンが1972年に日本コロムビア系列の芸音レーベルに移籍した際には本来在った2番の歌詞を含めた完全オリジナル版をアレンジし直した形で吹き込み直してシングル盤として発売している。
- ビリー・バンバンがデビューするに当たり、当初は菅原兄弟の恩師であった浜口庫之助が作詩・作曲した「星空のハプニング」をA面とする予定であり、本曲はB面収録となるはずであったのだが、それがひっくり返ったことが明らかにされている[3]。

## 収録曲

### キングレコード（SEVEN SEAS）版
1. 白いブランコ（HIT-741）
作詩：小平なほみ、作曲：菅原進、編曲：森岡賢一郎
2. 星空のハプニング
作詩／作曲：浜口庫之助、編曲：ありたあきら[注 1]

### 日本コロムビア（芸音レーベル）版
1. 白いブランコ（LK-56-W）
作詩：小平なほみ、作曲：菅原進、編曲：青木望
2. 愛すべき僕たち
作詩：橋本淳、作曲：筒美京平、編曲：小谷充